# Hiatella arctica
Hiatella arctica es una especie de molusco bivalvo marino perteneciente a la familia Hiatellidae que habita en el océano Ártico, así como en Nueva Zelanda, las islas Chatham y Macquerie (Australia). Vive en el intermareal hasta una profundidad de 180 m por debajo del nivel del mar.

## Descripción
La valva es gruesa y se sujeta a los agujeros o grietas de las rocas por fuertes hilos, aunque generalmente excava en rocas blandas. La valva es aproximadamente oblonga aunque muy irregular, tanto que dos especímenes no suelen ser iguales. Se observan claras líneas de crecimiento concéntricas e irregulares. Los umbos se hallan en el tercio anterior. Su coloración es blanca con un perióstraco marrón amarillento, e interior blanco. Pueden alcanzar hasta 40 mm de largo. 
Esta especie se alimenta de forma suspensivora. Son cavadores de rocas blandas, siendo los adultos capaces de perforar la roca por abrasión mecánica.

## Usos en el pasado por las poblaciones humanas
Si bien no fue una especie empleada por las poblaciones cazadoras recolectoras de la Patagonia en el pasado, se han encontrado algunos ejemplares en pocos concheros de la costa de Santa Cruz. Su presencia en los mismos se interpreta como parte del acarreo no intencional al recolectar otras especies consumidas, como Nacella magellanica, Mytilus chilensis o Aulacomya atra. Como tal, se las denomina fauna acompañante.